# Cadellia pentastylis
Cadellia pentastylis là một loài thực vật có hoa trong họ Surianaceae. Loài này được F.Muell. mô tả khoa học đầu tiên năm 1860.

## Gallery

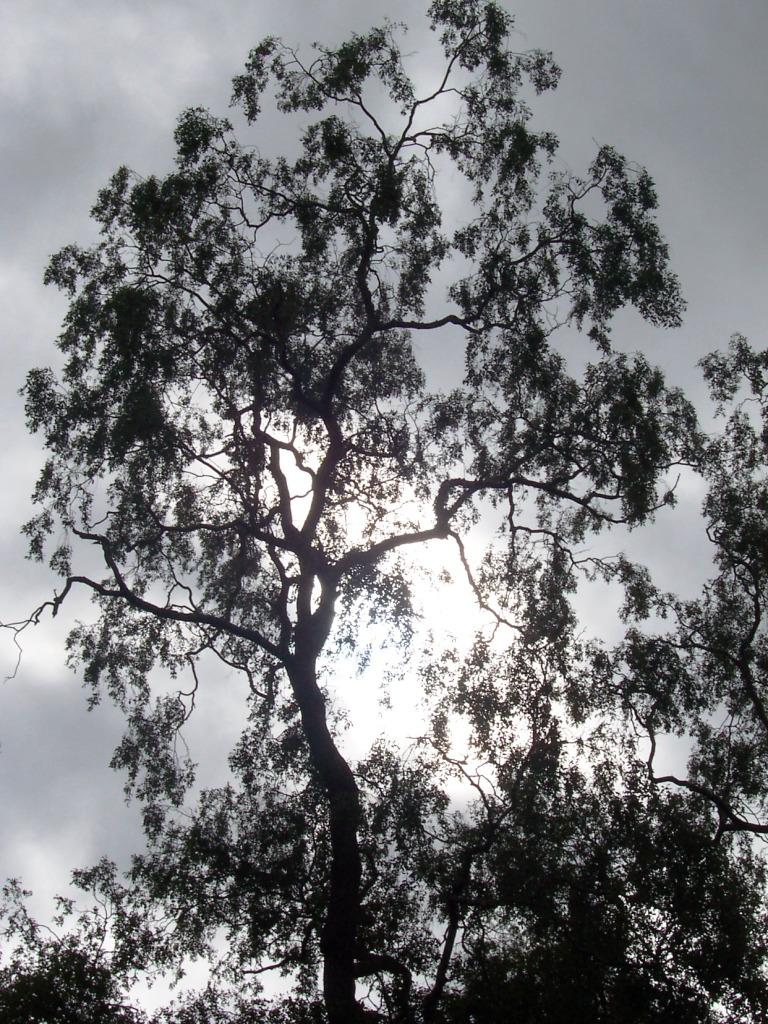
Ooline - Gamilaroi Nature Reserve, NSW
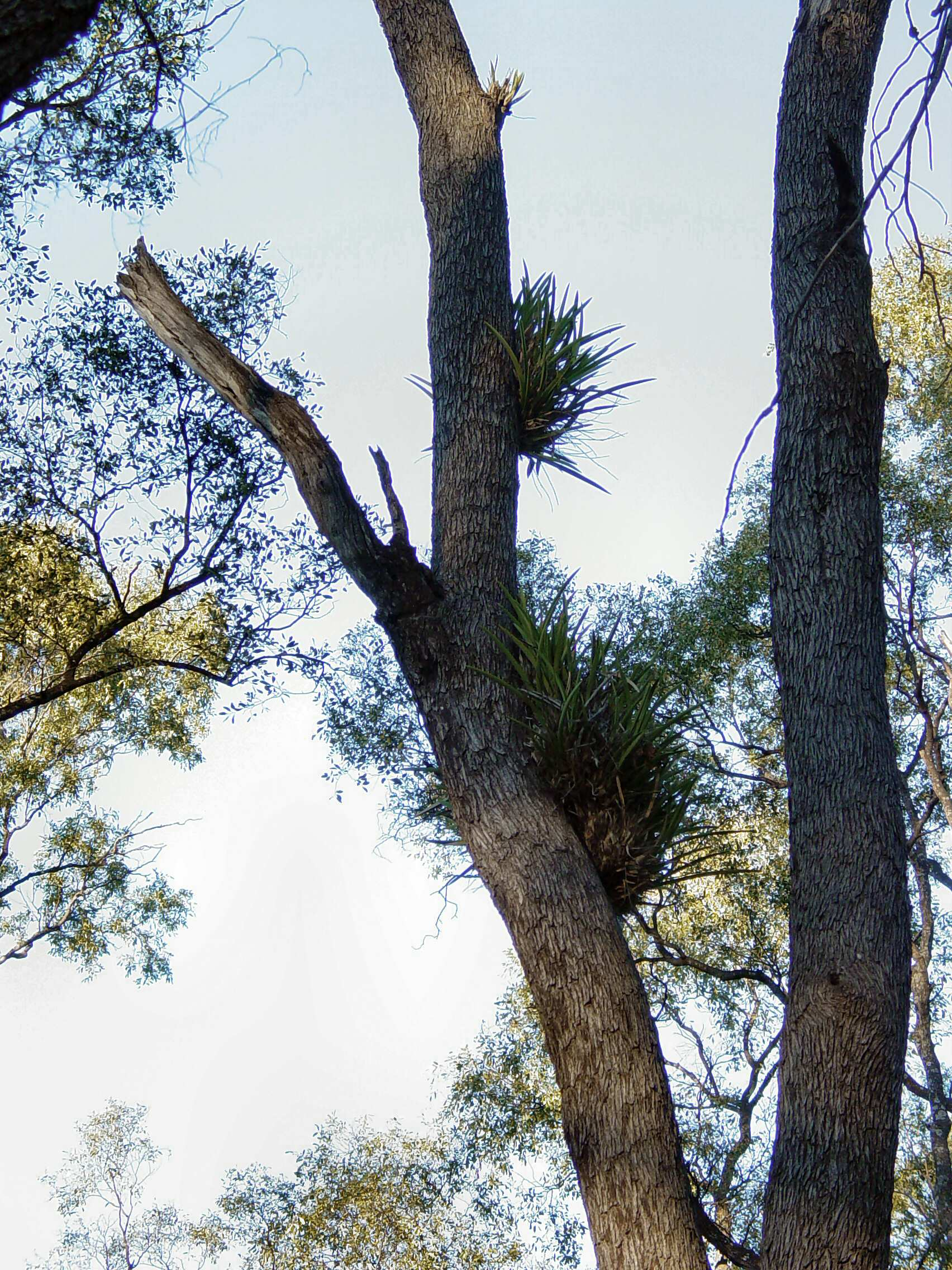
Black Orchids growing on Ooline - Tregole National Park
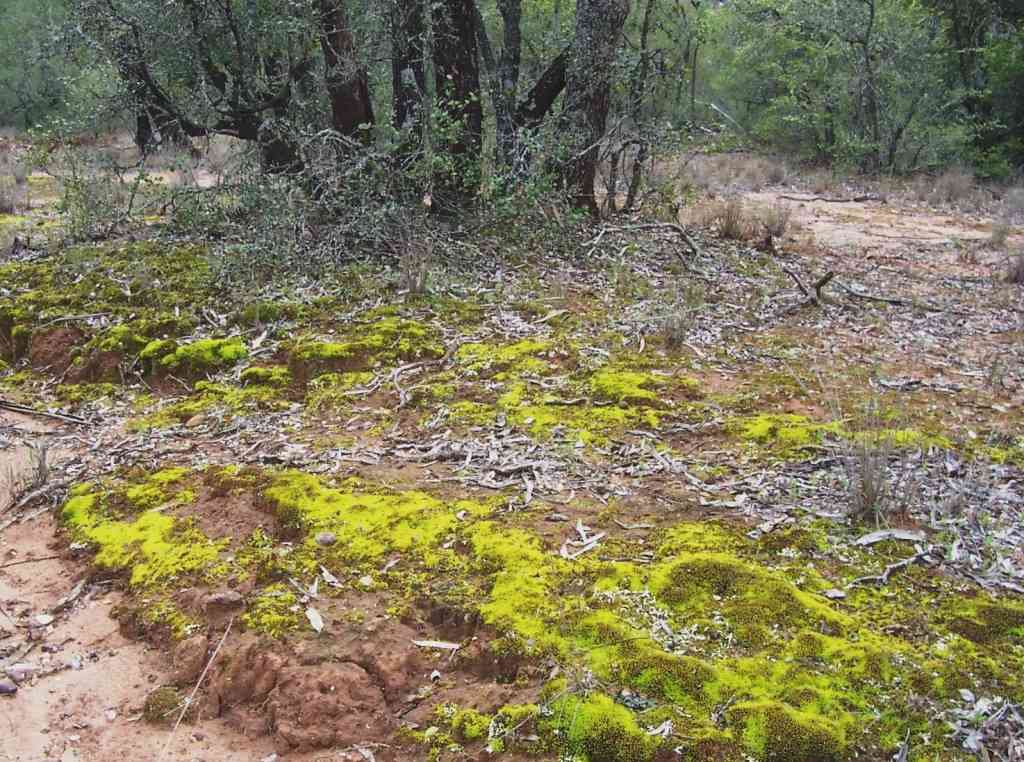
Base of an Ooline thicket, with associated mosses - Gamilaroi Nature Reserve, NSW
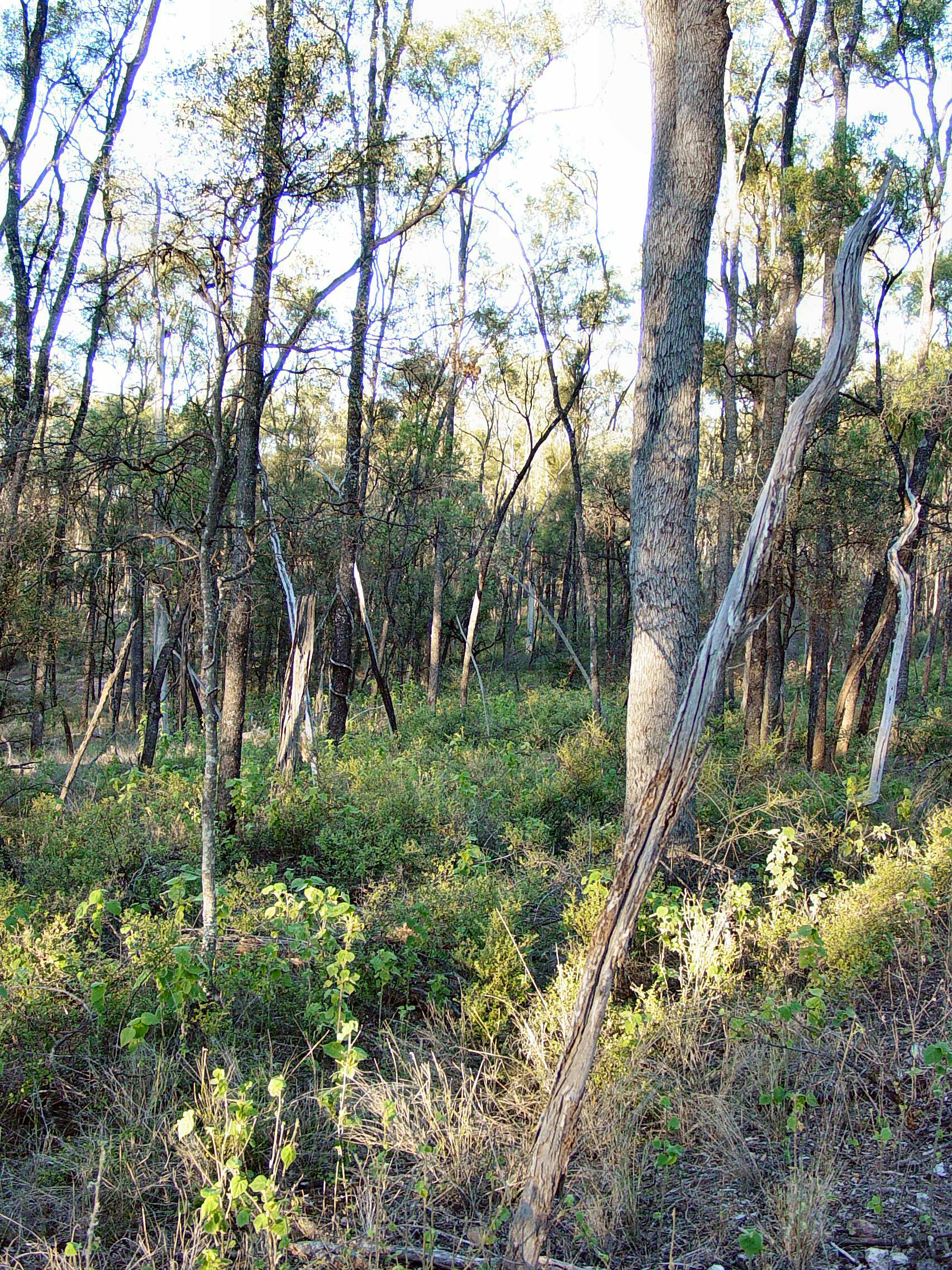
Stand of Cadellia pentastylis in Tregole National Park